# Speiredonia itynx
Speiredonia itynx là một loài bướm đêm thuộc họ Erebidae. Loài này có ở Ấn Độ, Sri Lanka, Việt Nam, Java, Palawan, Sulawesi và Moluccas.